# Sal fundido
Sal fundido refere-se a um sal que está na fase líquida que normalmente é um sólido em condições normais de temperatura e pressão (CNTP). Um sal que é normalmente um líquido nas CNTP é normalmente chamado de líquido iônico a temperatura ambiente, embora tecnicamente sais fundidos sejam uma classe de líquidos iônicos.

## Usos
Sais fundidos têm uma variedade de usos. Misturas de sais do ânion cloreto são comumente usados como banhos para tratamentos térmicos de várias ligas, como recozimento, revenimento e austêmpera de aço. Misturas de sais cianetos e cloretos são utilizadas para modificações da superfície das ligas, tais como cementação e nitrocementação ferrítica de aço. Criolita (um sal fluoreto) é usado como um solvente para óxido de alumínio na produção de alumínio no processo Hall-Héroult. Sais fluoreto, cloreto e hidróxido podem ser usados como solventes em piroprocessamento de combustível nuclear. Sais fundidos (fluoreto, cloreto e nitrato) também podem ser usados como fluidos de transferência de calor, bem como para o armazenamento térmico. Nestas aplicações como fluidos térmicos, são especialmente estudados no desenvolvimento de sistemas de geração de energia solar térmica.
São desenvolvidos também processos de eliminação de resíduos orgânicos contendo flúor baseados em sais fundidos. Desenvolvem-se diversas eletrólises baseadas em sais fundidos, tanto de metais alcalinos quanto alcalino-terrosos.

## Sais fundidos à temperatura ambiente
Sais fundidos à temperatura ambiente estão presentes na fase líquida em condições normais de temperatura e pressão. O primeiro de tais sais a ser descoberto foi uma mistura de brometo de N-etilpiridínio e cloreto de alumínio, em 1951.